# Grüne Andersrum

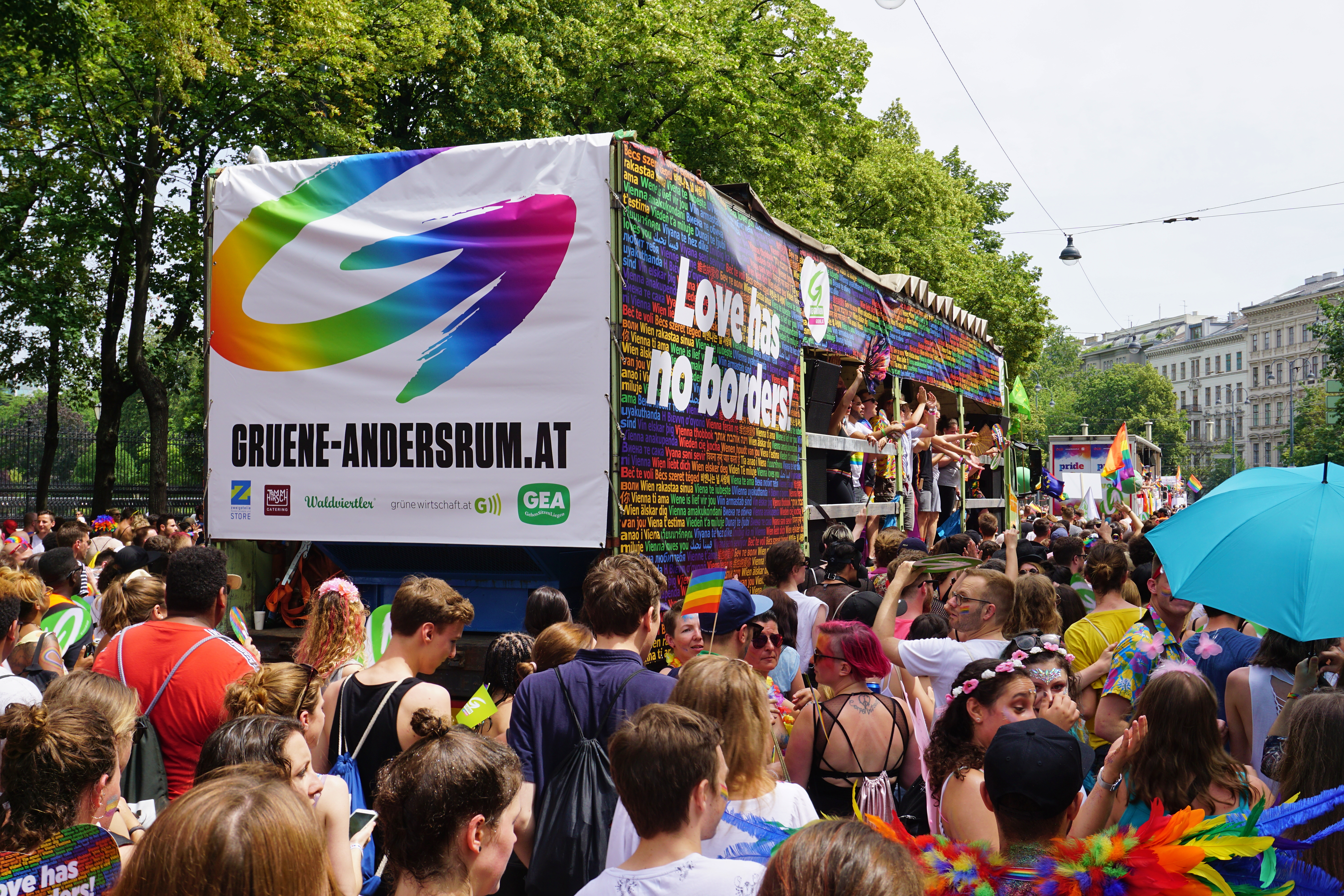
Truck der Grünen Andersrum bei der Regenbogenparade 2019

Die Grünen Andersrum sind als offene Plattform für LGBTIQ-Politik eine Teilorganisation der österreichischen Partei Die Grünen – Die Grüne Alternative und sind in den Bundesländern unterschiedlich organisiert.

## Gründung
Die Grünen Andersrum wurden am 31. März 1996 auf Antrag der neu gewählten Bundesgeschäftsführerin Ulrike Lunacek und Gernot Wartners, Delegierter aus Oberösterreich, durch den Bundeskongress der Grünen in Linz als Bundesarbeitskreis der Bundespartei eingerichtet. Nachdem sich der Zulauf an Aktivisten aber auch die Arbeit der Gruppe stark auf Wien beschränkte und als Reaktion auf das enttäuschende Ergebnis der Nationalratswahl 1999 gründete sich in Oberösterreich eine eigene Landesgruppe, die im Juni 2000 von der Landesversammlung in Linz als Teilorganisation der oberösterreichischen Landespartei anerkannt wurde. In der Folge entstanden Landesgruppen in der Steiermark, in Tirol, Salzburg, Kärnten und 2006 in Niederösterreich, mittlerweile auch in Vorarlberg. Noch keine Landesgruppe gibt es im Burgenland.

## Struktur
In einzelnen Ländern wie Oberösterreich und Wien sind die Grünen Andersrum eine offizielle Teilorganisation (teilweise als eigenständiger Verein mit eigener Rechtspersönlichkeit) der jeweiligen Landespartei mit Sitz und Stimme in den Parteigremien. In anderen Ländern wiederum sind es nur lose Zusammenschlüsse ohne Struktur und statutarische Verankerung in der jeweiligen Landespartei (z. B. in Niederösterreich). Auf Bundesebene gibt es Grüne Andersrum nach wie vor nur als Bundesarbeitskreis. Dennoch treffen sich die Aktivisten aus allen Bundesländern zwei Mal im Jahr zu einer Bundesklausur, bei der strategische Vorhaben koordiniert und Aktivitäten besprochen werden. Ulrike Lunacek war als erste offen lesbische Nationalratsabgeordnete inoffizielle Bundessprecherin.
Im Frühjahr 2013 wurden erstmals zwei Sprecher auf Bundesebene gewählt. Als Bundessprecher fungiert seitdem der Bundesrat Marco Schreuder und als Bundessprecherin die Grazer Stadträtin Lisa Rücker. Als Nachfolge für Schreuder wurden in der Wiener Teilorganisation Jennifer Kickert und Peter Kraus als Sprecher gewählt, auf Bundesebene die Bundesrätin Ewa Dziedzic und Thomas Lechleitner, Landessprecher aus Tirol.
Neben Wien sind die Grünen Andersrum in den Bundesländern Kärnten, Oberösterreich, Salzburg, Steiermark, Tirol und Vorarlberg vertreten.

## Politische Anliegen
Die Grünen Andersrum treten auf Basis des Grundsatzprogramms der Grünen und der Grünen Grundwerte für die Gleichstellung von Lesben, Schwulen, Bisexuellen sowie Transgender- und intergeschlechtlichen Personen (kurz: LGBTIQ) in Österreich ein. Das von den Grünen Andersrum ausgearbeitete Modell eines Zivilpaktes (Zip) wurde von den Grünen 2005 im Nationalrat eingebracht, ebenso ein Antrag auf Öffnung der Ehe. Daneben ist es Aufgabe der Grünen Andersrum, die Anliegen der LGBTIQ-Communities in alle Ebenen der politischen Willensbildung zu tragen und dort sichtbar zu machen. Nicht zuletzt wird dies durch das Besetzen von politischen Mandaten auf allen Ebenen sichtbar.

## Persönlichkeiten
- Ulrike Lunacek, Nationalratsabgeordnete (1999–2009), Abgeordnete zum Europäischen Parlament (2009–2017, seit 2014 auch Vizepräsidentin)
- Lisa Rücker, Gemeinderätin in Graz (2004–2008), Stadträtin (2008–2015, bis 2013 auch Vizebürgermeisterin)
- Marco Schreuder, Landtagsabgeordneter in Wien (2005–2010), Bundesrat (2011–2015)
- Jennifer Kickert, Landtagsabgeordnete in Wien (seit 2011)
- Peter Kraus, Landtagsabgeordneter in Wien (seit 2015)
- Barbara Lesjak, Landtagsabgeordnete in Kärnten (2004 bis 2018)
- Gebi Mair, Landtagsabgeordneter in Tirol (seit 2008, davor seit 2006 Gemeinderat in Innsbruck)
- Ewa Dziedzic, Bundesrätin (seit 2015)